# Úřad pro efektivitu vlády
Úřad pro efektivitu vlády (Department of Government Efficiency, DOGE), oficiálně U.S. DOGE Service Temporary Organization, je prozatímní organizace spadající pod United States DOGE Service, dříve známá jako United States Digital Service. Jejím deklarovaným cílem je omezit nehospodárné a neoprávněné federální výdaje a odstranit nadbytečné regulace. Organizace byla vytvořena výkonným nařízením prezidenta Donalda Trumpa dne 20. ledna 2025 za účelem „modernizace federálních technologií a softwaru s cílem maximalizovat vládní efektivitu a produktivitu“ a ukončení její činnosti je naplánováno na 4. července 2026. Mezi lednem a květnem 2025 stál v čele organizace Elon Musk, kterému byl udělen zvláštní status vládního zaměstnance.
Jeho vznik a následné aktivity se staly předmětem četných protestů a probíhajících soudních sporů. Právní experti upozornili na mnohá zjevná porušení federálních zákonů týkajících se přístupu k osobním a soukromým údajům. Kroky DOGE spočívající ve „vymazání“ agentur a zabavení finančních prostředků schválených Kongresem byly označeny za porušení článku 1 Ústavy Spojených států a za způsobení potenciální „ústavní krize“. Členové Demokratické strany prohlásili, že DOGE nemá ke svým krokům pravomoce a tyto kroky označují za „puč“ nebo „státní převrat“. Bílý dům a členové Republikánské strany hájili DOGE a Muska s tím, že postupovali plně v souladu s federálními zákony.